# Najsłabsze ogniwo
Najsłabsze ogniwo – polski teleturniej oparty na brytyjskim formacie The Weakest Link (na licencji BBC Worldwide) emitowany na antenie TVN od 1 marca 2004 roku do 22 grudnia 2005 roku, prowadzony przez Kazimierę Szczukę.
Kompozytorem muzyki formatowej jest Paul Farrer.

## Zasady gry
Zgłoszenie do teleturnieju mogło nastąpić dwiema drogami: poprzez wysłanie SMS-a lub wypełnienie kwestionariusza na stronie internetowej programu. Aby wystąpić w programie, kandydaci musieli przejść casting, a następnie eliminacje.
W każdym odcinku do gry przystępowało ośmiu uczestników. Rozgrywka składała się z siedmiu rund i finału.
Gra zasadnicza
W pierwszych siedmiu rundach zawodnicy odpowiadali po kolei na pytania zadawane w wyznaczonym czasie w celu zdobycia trzech tysięcy złotych. Najłatwiejszym sposobem na zdobycie tej sumy było utworzenie łańcucha ośmiu poprawnych odpowiedzi. Pierwsza (poprawna) odpowiedź w łańcuchu była warta 100 złotych. Za udzielanie większej liczby właściwych odpowiedzi z rzędu drużyna mogła otrzymać następujące kwoty:
- 3000 zł (8 odp.),
- 2400 zł (7 odp.),
- 1800 zł (6 odp.),
- 1300 zł (5 odp.),
- 900 zł (4 odp.),
- 600 zł (3 odp.),
- 300 zł (2 odp.),
- 100 zł (1 odp.).

Jedna błędna odpowiedź „zrywała łańcuch” i powodowała utratę zdobytych pieniędzy. Jednakże, jeżeli uczestnik powiedział słowo „bank”, zanim usłyszał pytanie, uzbierane pieniądze zapisywane były na koncie drużyny i nie można było ich stracić, ale wtedy gracze rozpoczynali nowy łańcuch (od zera). Tylko pieniądze wpłacone do banku powiększały wygraną dla zwycięzcy programu.
Pierwsza runda trwała 2,5 minuty, a każda następna o 10 sekund mniej.
Pierwsze pytanie pierwszej rundy kierowano do uczestnika, którego imię było pierwsze w porządku alfabetycznym. Kolejne rundy rozpoczynał gracz z tytułem „najmocniejszego ogniwa” poprzedniej tury. Tytuł ten przypadał osobie, która odpowiedziała poprawnie na najwięcej pytań, a gdy nie było jednej takiej osoby, kwestię tę rozstrzygał przewodniczący komisji nadzorującej przebieg teleturnieju na podstawie wybranych danych statystycznych, takich jak na przykład liczba poprawnych odpowiedzi, liczba błędnych odpowiedzi, suma pieniędzy wpłaconych do banku. Jeśli zawodnik z tytułem „najmocniejszego ogniwa” danej rundy został w niej wyeliminowany, to następną rundę rozpoczynał drugi najlepszy zawodnik danej rundy.
Po każdej rundzie odpadał jeden gracz; eliminacja nie zależała od tego, jak uczestnicy radzili sobie z pytaniami, a następowała drogą głosowania – każdy zawodnik wypisywał na tabliczce imię osoby, którą chciał wyeliminować z dalszej gry (nie można było oddać głosu na samego siebie). Przed poznaniem decyzji graczy widzowie dowiadywali się, kto statystycznie był „najmocniejszym ogniwem”, a kto „najsłabszym ogniwem”. Z gry odpadała osoba, którą wytypowało najwięcej uczestników; w przypadku remisu – gdy dwóch lub więcej graczy otrzymało taką samą liczbę głosów – rozstrzygający głos przyznawano uczestnikowi, który został „najmocniejszym ogniwem” (gracz ten mógł zmienić swoje pierwsze wskazanie). Wyeliminowana osoba opuszczała grę jako tytułowe „najsłabsze ogniwo”.
W siódmej rundzie udział brało dwóch graczy, a uzbieraną przez nich kwotę mnożono przez trzy (mogli zatem zyskać kolejne 9000 złotych). Obydwu graczy awansowało do finału.
Finał
Finaliści odpowiadali naprzemiennie na pytania – co najwyżej pięć dla każdego z nich; grę zaczynał gracz wskazany przez „najmocniejsze ogniwo” poprzednich rund. Ten uczestnik, który udzielił więcej poprawnych odpowiedzi, zostawał „najmocniejszym ogniwem” i wygrywał zdobyte przez drużynę pieniądze (sumę wszystkich kwot, które trafiły do banku). Najwyższa możliwa do wygrania suma w teleturnieju to 27 000 złotych.
W przypadku remisu zwycięzcę wyłaniano w dogrywce (nazywanej „nagłą śmiercią”). Prowadząca zadawała po jednym pytaniu dla każdego zawodnika. Jeśli obu graczy odpowiedziało poprawnie lub obu graczy odpowiedziało błędnie (bądź wcale), to gra toczyła się dalej. Jeśli w danej kolejce tylko jeden gracz udzielił właściwiej odpowiedzi, to on zostawał zwycięzcą, a jego rywal przegrywał. 

## Rola prowadzącej

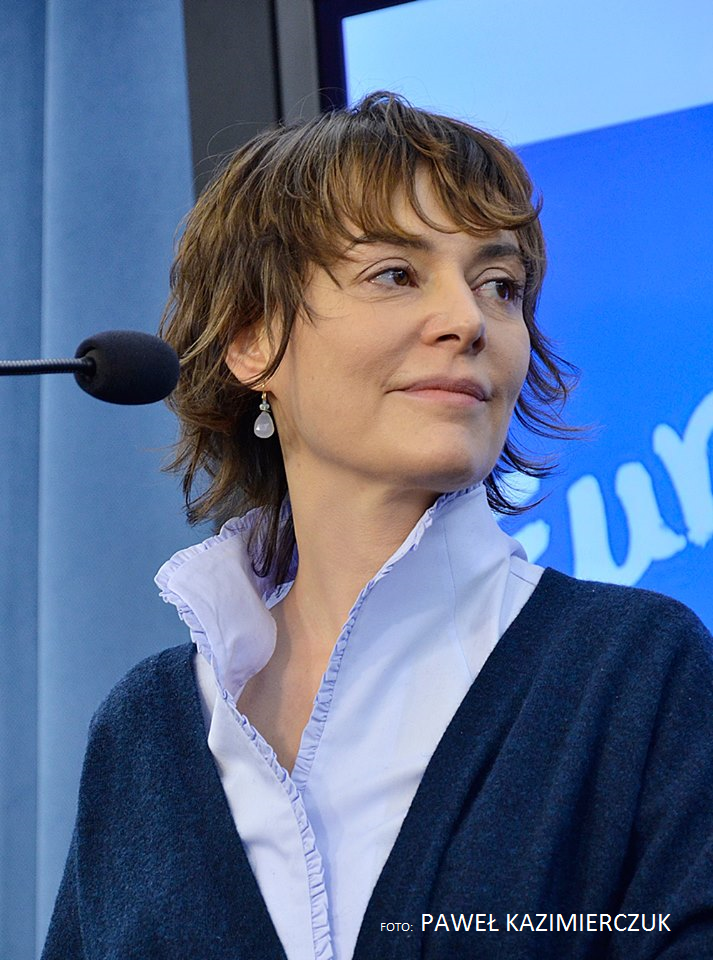
Kazimiera Szczuka, prowadząca program

Stałym elementem formatu (we wszystkich wersjach na świecie) było nieprzychylne podejście gospodarza programu do jego uczestników. Negatywną atmosferę współkreowało wytykanie błędów popełnianych w czasie gry, obraźliwe uwagi na temat wyglądu uczestników, ich zawodów i zainteresowań, a także częste stosowanie ironii i sarkazmu oraz operowanie stereotypami. Formuła programu, a w szczególności zachowanie prowadzącej, spotkała się z krytyką Rady Etyki Mediów.

## Spis serii

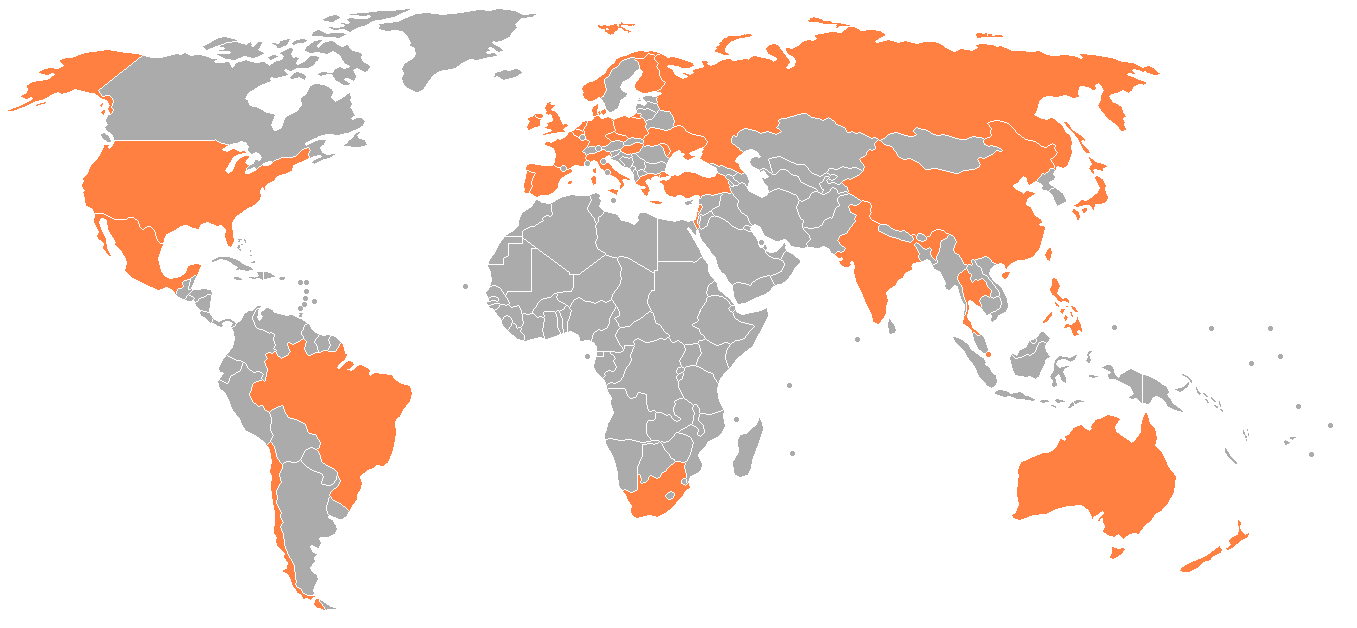
Mapa państw mających własną wersję programu w 2006 roku

| Seria                                  | Seria | Sezon       | Liczba odcinków | Początek emisji | Koniec emisji   | Pora emisji (z reguły)                        |
| -------------------------------------- | ----- | ----------- | --------------- | --------------- | --------------- | --------------------------------------------- |
|                                        | 1.    | wiosna 2004 | 63              | 1 marca 2004    | 28 maja 2004    | poniedziałek–piątek 17.05                     |
|                                        | 2.    | jesień 2004 | 47              | 6 września 2004 | 20 grudnia 2004 | poniedziałek–środa 20.10                      |
|                                        | 3.    | wiosna 2005 | bd.             | bd.             | bd.             | poniedziałek–czwartek 20.10                   |
|                                        | 4.    | jesień 2005 | 46              | 5 września 2005 | 22 grudnia 2005 | poniedziałek–czwartek 20.10 (do 10 listopada) |
| środa–czwartek 20.10 (od 16 listopada) | 4.    | jesień 2005 | 46              | 5 września 2005 | 22 grudnia 2005 |                                               |

## Oglądalność
Wiosną 2004 roku program gromadził widownię na średnim poziomie 1,22 mln widzów. Najwyższą oglądalność spośród odcinków pierwszej serii zdobyło wydanie nadane 23 marca 2004 roku – 1,620 mln. Średnia widownia czterech odcinków pokazanych w pierwszym tygodniu emisji drugiej serii wyniosła 1,37 mln widzów. Odcinki nadawane od września do listopada 2005 roku oglądało średnio 1,4 mln osób, choć w samym wrześniu – w przybliżeniu 1,6 mln osób; widownia środowych i czwartkowych odcinków mogła przekraczać poziom 2 mln widzów. Przybliżona widownia całej odsłony z lat 2004–2005 to średnio 1,2 mln widzów na odcinek.